# Kronika II: Siła charakteru
Kronika II: Siła charakteru – drugi studyjny album polskiego rapera Młodego M. Został wydany 15 października 2011 roku nakładem wytwórni Step Records. Gościnnie występują m.in. Chada, Onar, Hukos, Słoń. Za produkcję odpowiadają Egol, Radonis, Manifest, RX, $wir, Zbylu, JH, Donde, Wuka, Michus, Kaszpir i Krowa. Skrecze wykonali DJ Danek, DJ Ace, DJ Kebs i DJ Cider. Produkcja promowana była kilkoma teledyskami.

## Lista utworów
Opracowano na podstawie źródła.
| Nr | Tytuł                                             | Goście              | Czas |
| -- | ------------------------------------------------- | ------------------- | ---- |
| 1  | "Modlitwa O Pogodę Ducha"                         |                     | 1:45 |
| 2  | "Na Scenie"                                       |                     | 3:05 |
| 3  | "M Znów Idzie"                                    | Justyna Kuśmierczyk | 2:27 |
| 4  | "Chcemy Wygrać 2"                                 | Chada, Rastamaniek  | 3:46 |
| 5  | "Kiedyś To Widziałem Inaczej"                     |                     | 3:59 |
| 6  | "Będzie Dobrze"                                   | Insert, Głowa       | 4:05 |
| 7  | "Nasze Ulice"                                     | Justyna Kuśmierczyk | 3:49 |
| 8  | "Gdyby Świat Był Mój"                             | Hukos               | 3:45 |
| 9  | "Wybacz"                                          | Insert, Rudy MRW    | 3:42 |
| 10 | "Ciężki Pieniądz"                                 |                     | 2:53 |
| 11 | "Wizje"                                           |                     | 3:15 |
| 12 | "Uciec"                                           | Justyna Kuśmierczyk | 3:56 |
| 13 | "Możesz Nie Rozumieć"                             | Temek, Poszwixxx    | 4:15 |
| 14 | "Tacy Sami"                                       | Paweł Folcik        | 3:53 |
| 15 | "Rachunek Sumienia"                               | HGO                 | 3:59 |
| 16 | "Nikt Mi Tego Nie Dał, Nikt Mi Tego Nie Zabierze" | Słoń                | 4:08 |
| 17 | "Daj Mi Tylko Bit"                                |                     | 2:39 |
| 18 | "Ostatnie Starcie"                                | Onar, Temek         | 4:08 |
| 19 | "JH - Jestem Hardkorem" (utwór dodatkowy)         |                     | 3:39 |
| 20 | Rudy MRW - "NOC" (utwór dodatkowy)                |                     | 3:40 |
| 21 | "Stary Styl" (utwór dodatkowy)                    | $wir, Krowa         | 3:49 |